# آلیسون نیکلاس
آلیسون نیکلاس (زاده ۶ مارس ۱۹۶۲) یک گلف باز حرفه‌ای انگلیسی است که در سال ۱۹۹۷ قهرمان مسابقات آزاد زنان آمریکا شد.

## آماتوری
آلیسون نیکلاس در جبل‌الطارق بریتانیا به دنیا آمد. او در مدرسه سنت مری و سنت آن (که در حال حاضر با نام مدرسه دخترانه ابوتس بروملی شناخته می‌شود) تحصیل کرد. وی از بازی که در انگلستان به صورت آماتوری می‌کرد، بسیار لذت می‌برد. او بازی گلف را از ۱۷ سالگی شروع کرد و در سال‌های ۱۹۸۲ و ۱۹۸۳ در مسابقات آزاد آماتور دختران شمالی قهرمان شد. نیکلاس قهرمان آماتور استروک بریتانیا در سال ۱۹۸۳ بود. در همان سال، وی برنده مسابقات قهرمانی شهرستان یورکشایر بانوان شد.

## حرفه‌ای شدن
نیکلاس در سال ۱۹۸۴ بازی گلف را به صورت حرفه‌ای آغاز کرد و در همان سال به تور اروپایی بانوان پیوست. او در سال ۱۹۸۹ به تور ال‌پی‌جی‌ای پیوست.
نیکلاس در سال ۱۹۸۷ مسابقات آزاد زنان بریتانیا برنده شد، در آن زمان او تنها در تور اروپایی بانوان به عنوان قهرمانی مهم شناخته می‌شد، و البته بعدها که در سال ۱۹۹۷ مسابقات آزاد زنان ایالات متحده شرکت کرد، بسیار معروف شد. او هفتمین بازیکنی بود که هر دو عنوان آزاد را در مسابقات بریتانیا و آمریکا به دست آورد و با کسب این عناوین، به لورا دیویس، جین گدس، بتسی کینگ، پتی شیهان، لیزلوت نویمان و آمنیکا سورنستام پیوست.
نیکلاس در زمان بازنشستگی خود در پایان فصل ۲۰۰۴، ۱۲ رویداد را در تور اروپایی بانوان برد. او در سال ۱۹۹۷ در صدر جدول شایستگی تور اروپا قرار گرفت و بین سال‌های ۱۹۸۵ تا ۲۰۰۰، ۱۵ بار در ۱۶ فصل در بین ۱۰ تیم برتر قرار گرفت. او همچنین چهار بار در تور ال‌پی‌جی‌ای بین سال‌های ۱۹۹۵ تا ۱۹۹۹ برنده شد، از جمله قهرمانی در مسابقات آزاد زنان ایالات متحده در سال ۱۹۹۷. در سال ۱۹۹۲، او هر دو مسابقات آزاد استرالیای غربی و آزاد مالزی را به دست آورد.
او در سال ۱۹۹۱ جایزه ویوین ساندرز را برای کمترین میانگین ضربه (۷۱٫۷۱) به دست آورد. در سال ۱۹۹۷، او زن ورزشکار سال ساندی تایمز شد، جایزه انجمن نویسندگان گلف را دریافت کرد و به عنوان بهترین بازیکن سال، در سال ۱۹۹۷ به عنوان شخصیت ورزشی ایمیل شبانه و در سال ۱۹۹۷ به عنوان شخصیت ورزشی سال میدلندز انتخاب شد.
در جشن تولد ملکه در ۱۹۹۸، او به دلیل خدمات گلف زنان نشان امپراتوری بریتانیا را دریافت کرد، و در سال ۲۰۰۲ به عضویت مادام‌العمر تور اروپایی بانوان درآمد.
نیکلاس در سالهای ۱۹۹۰، ۱۹۹۲، ۱۹۹۴، ۱۹۹۶، ۱۹۹۸ و ۲۰۰۰ در تیم اروپایی جام سولهایم عضویت داشت و با لورا دیویس همکاری بسیار خوبی داشت. او در سال ۲۰۰۵ دستیار کاپیتان بدون بازی بود. در سال ۲۰۰۷، نیکلاس کاپیتان تیم‌های جام سولهایم اروپا در سال‌های ۲۰۰۹ و ۲۰۱۱ شد. در سال ۲۰۱۱، او تیم اروپایی را به پیروزی ۱۵–۱۳ در قلعه کیلین در خارج از دوبلین، ایرلند هدایت کرد.

## بردهای حرفه‌ای (۱۸ برد)

### برنده شدن در تور ال‌پی‌جی‌ای (۴ برد)
| لجند                                      |
| ----------------------------------------- |
| مسابقات قهرمانی بزرگ تور ال‌پی‌جی‌ای (۱ برد) |
| سایر تورهای ال‌پی‌جی‌ای (۳ برد)              |

| شماره | تاریخ           | مسابقات                                              | امتیاز برنده          | حاشیه از پیروزی | نفر دوم             |
| ----- | --------------- | ---------------------------------------------------- | --------------------- | --------------- | ------------------- |
| ۱     | ۲۸ مه ۱۹۹۵      | ال‌پی‌جی‌ای کورنینگ کلاسیک                              | −۱۳ (۷۰-۶۷-۶۶-۷۲=۲۷۵) | ۳ ضربه          | بارب موچا           |
| ۲     | ۱۰ سپتامبر ۱۹۹۵ | مسابقات قهرمانی گلف ال‌پی‌جی‌ای خدمات بی‌سیم پینگ-آتی&تی | −۹ (۶۶-۷۳-۶۸=۲۰۷)     | ۳ ضربه          | کلی رابینز          |
| ۳     | ۱۳ ژوئیه ۱۹۹۷   | مسابقات آزاد زنان آمریکا                             | −۱۰ (۷۰-۶۶-۶۷-۷۱=۲۷۴) | ۱ ضربه          | ننسی لوپز           |
| ۴     | ۲۰ فوریه ۱۹۹۹   | سانرایز هاوایی آزاد بانوان                           | −۷ (۷۰-۶۶-۷۳=۲۰۹)     | ۱ ضربه          | آنت دلوکا مویرا دان |

### رکورد پلی آف تور ال‌پی‌جی‌ای (۰–۱)
| شماره | سال  | مسابقات                 | حریف       | نتیجه                                |
| ----- | ---- | ----------------------- | ---------- | ------------------------------------ |
| ۱     | ۱۹۹۳ | ال‌پی‌جی‌ای کورنینگ کلاسیک | کلی رابینز | در اولین ضربه اضافی با هم برابر شدند |

### برنده تور اروپا بانوان (۱۲ برد)
| شماره | تاریخ           | مسابقه                          | امتیازبرنده            | مارژین پیروزی | نفر دوم                        |
| ----- | --------------- | ------------------------------- | ---------------------- | ------------- | ------------------------------ |
| ۱     | ۲ اوت ۱۹۸۷      | ویتابکس بازی بازی زنان بریتانیا | +۴ (۷۴-۷۶-۷۳-۷۳=۲۹۶)   | یک ضربه       | لورا دیویس موفین اسپنسر-دویلین |
| ۲     | ۲۶ سپتامبر ۱۹۸۷ | "لاینگ چریتی"                   | −۸ (۷۶-۶۷-۶۹-۶۹=۲۸۱)   | دو ضربه       | کورین دیبنا                    |
| ۳     | ۲۱ مه ۱۹۸۸      | تورنمنت اولیویتتی بریتانیا      | −۹ (۷۱-۷۲-۶۹-۷۱=۲۸۳)   | یک ضربه       | جین کونانان                    |
| ۴     | ۴ سپتامبر ۱۹۸۸  | کلیسی مشهور باشگاه انواع        | −۱۲ (۶۸-۶۷-۶۹=۲۰۴)     | ۴ ضربه        | دیل رید                        |
| 5     | ۲ اکتبر ۱۹۸۸    | جیمز کیپل گورنزی آزاد           | −۱۴ (۶۸-۷۲-۶۷-۶۷= ۲۷۴) | دو ضربه       | آلیسون شارد                    |
| ۶     | ۳۰ ژوئیه ۱۹۸۹   | بازی بازی بانوان لفتهانسا آلمان | −۱۹ (۶۷-۶۹-۶۸-۶۵=۲۶۹)  | ۵ ضربه        | پاتریشیا گونزالز               |
| ۷     | ۲۷ اوت ۱۹۸۹     | بانوان غلام آزاد                | E (۷۳-۷۲-۶۹-۷۴=۲۸۸)    | دو ضربه       | لیزلت نیومن                    |
| ۸     | ۳ نوامبر ۱۹۸۹   | کلاسیکی کوالیتر                 | −۳ (۶۹-۷۴-۷۰=۲۱۳)      | دو ضربه       | پگی کنلی صوفیا گرونبرگ         |
| ۹     | ۲ سپتامبر ۱۹۹۰  | کلیسای معروف باشگاه تنوع        | −۱۳ (۶۸-۶۸-۶۸-۷۱=۲۷۵)  | یک ضربه       | صوفیا گرونبرگ                  |
| ۱۰    | ۱۰ مه ۱۹۹۲      | بازی بانوان آجی‌اف پاریس         | −۹ (۶۶-۶۸-۷۳-۶۸=۲۷۵)   | یک ضربه       | آلیسیا دیبوس                   |
| ۱۱    | ۶ اوت ۱۹۹۵      | پاین و گانتر اسکاتلند آزاد      | −۱۶ (۶۶-۶۷-۷۰-۶۹=۲۷۲)  | یک ضربه       | پاتریشیا میونیر                |
| ۱۲    | ۲۸ ژوئیه ۱۹۹۶   | گاردین ایرلند آزاد              | −۱۱ (۶۹-۷۳-۶۵-۷۰=۲۷۷)  | ۸ ضربه        | تریش جانسون                    |

رکورد پلی آف تور اروپا بانوان (۰–۱)
| خیر | سال  | مسابقات                   | حریف        | نتیجه |
| --- | ---- | ------------------------- | ----------- | ----- |
| ۱   | ۱۹۹۰ | لاینگ چریتی کلاسیک بانوان | لورت ماریتس | باخت  |

توجه: نیکلاس قبل از اینکه توسط تور ال‌پی‌جی‌ای در سال ۱۹۹۴ تأیید شود، یک بار برنده مسابقات آزاد بریتانیا شد و در سال ۲۰۰۱ به عنوان یک قهرمانی بزرگ در تور ال‌پی‌جی‌ای شناخته شد.
منبع:

### سایر بردها (۲)
- یک برد در مسابقات استرالیای غربی آزاد بانوان مالزی ۱۹۹۲

### مسابقات قهرمانی بزرگ

#### برد (۱)
| سال  | قهرمانی                  | امتیاز برنده          | حاشیه  | نفر دوم   |
| ---- | ------------------------ | --------------------- | ------ | --------- |
| ۱۹۹۷ | مسابقات آزاد زنان آمریکا | −۱۰ (۷۰-۶۶-۶۷-۷۱=۲۷۴) | ۱ ضربه | ننسی لوپز |